# مزنو
مزنو (به چکی: Mezno) یک منطقهٔ مسکونی در جمهوری چک است که در ناحیه بنشوو واقع شده‌است.